# Добротворський Йосип Михайлович
Добротворський Йосип Михайлович (16 листопада 1894, Красне — ?) — агент ЧК та ДПУ, український військовий діяч, полковник Армії УНР.

## Армія УНР
Учасник Першої світової війни, старшина російської армії. У 1919-1920 рр. учасник антибільшовицького повстанського руху, старшина Київської групи Армії УНР. Учасник Першого Зимового походу Армії УНР. У 1920 р. — старшина 4-ї Київської стрілецької дивізії. Начальник адміністративно-політичного відділу Повстансько-партизанського штабу УНР. З переїздом ППШ до Львова очолив його Цивільне керівництво. Відповідав за організацію пропаганди та підготовку законопроєктів на майбутнє. Начальник ЦК ППШ. Учасник Другого Зимового походу, входив до повстанчого штабу. Виконував функції помічника Тютюнника.
Згідно з даними Галузевого архіву Служби зовнішньої розвідки України, був одним із оточення генерала-хорунжого Юрка Тютюнника, які співпрацювали зі спецслужбами СРСР.

## Агент ЧК та ДПУ
Історик Василь Верига стверджує, що з 1921 р. Й. Добротворський працював на більшовицькі органи безпеки. 4 серпня 1923 р. Юрій Тютюнник інформував Й. Добротворського про свій перехід в УСРР. Добротворський пообіцяв генералу, що не засуджуватиме його дій, а навіть співпрацюватиме з ним. За вказівками від Ю. Тютюнника, Й. Добротворський розповсюджував інформацію, що генерал виїхав для праці в Румунію, передавав Тютюннику дані про дії польської влади, становище Головного Отамана та української еміграції, організовував дискредитацію С. Петлюри в очах польської влади та українського вояцтва (передусім старшин), займався розкладом української еміграції та організацією «поворотства» до радянської України тощо. Крім роботи на користь «ВВР», а відтак на ДПУ, Йосип Добротворський працював на фірмі «Топас», яка займалася лісопильними роботами і заготівлею деревини. З вересня 1923 р. Й. Добротворський пориває з «Топасом» і займається лише політичною діяльністю. Ю. Тютюнник забезпечував його матеріально. 13 жовтня 1923 р. Й. Добротворський приїздив до Ю. Тютюнника в Харків. Повернувшись до УСРР, Й. Добротворський жив у Харкові, працював в Українбанку. Автор спогадів.